# خورخي غوميز (لاعب كرة قدم)
خورخي غوميز (بالإسبانية: Jorge Gómez)‏ هو لاعب كرة قدم ومدرب كرة قدم تشيلي، ولد في 14 سبتمبر 1968 في تشيلي. شارك مع منتخب تشيلي لكرة القدم. أما مع النوادي، فقد لعب مع نادي أونيفرسيداد كاتوليكا ونادي أوهيجينس.

## وصلات خارجية
- خورخي غوميز على موقع قاعدة بيانات كرة القدم.إي يو (الإنجليزية)
- خورخي غوميز على موقع ناشيونال فوتبول تيمز (الإنجليزية)
- خورخي غوميز على موقع عالم كرة القدم.نت (الإنجليزية)